# Deleni, Hunedoara
Deleni este un sat în comuna Zam din județul Hunedoara, Transilvania, România.

## Vezi și
- Biserica de lemn din Deleni